# Natalja Guszczina
Natalja Aleksandrowna Guszczina (ros. Наталья Александровна Гущина; ur. 10 listopada 1982) – rosyjska zapaśniczka walcząca w stylu wolnym. Mistrzyni Europy w 2001. Druga na MŚ juniorów w 2000 i 2001 na ME juniorów w 2000, trzecia w 2002 roku.